# Nils Fartegnsson
Nils Fartegnsson (normerad nusvensk stavning. I de latinska medeltidsbreven återges dopnamnet i latiniserad form: Nicolaus Farthiegnsson), sannolikt född i slutet av 1200-talet och levde ännu 1352, var en norrländsk storman som ägde gods och mark i Ångermanland, Medelpad och Gästrikland. Av kung Magnus Erikssons förmyndarregering förlänades han ett område vid Luleälven i samband med det första kända koloniseringsprojektet i Norrbotten, men det är okänt om projektet förverkligades. Området innefattade det som senare skulle kallas Edefors laxfiske.
Medeltidsarkeologen Leif Grundberg knyter Nils till en norrländsk elit som skymtar i södra Ångermanland och östra Medelpad med stort ekonomiskt inflytande i stora delar av Norrland, och kallar Nils Fartegnsson för mellannorrländsk storman.

## I de medeltida källorna
Nils Fartegnsson nämns i fyra medeltida brev: 
Det första är daterat 5 juli 1324, utan ort, med vilket Nils skänker ärkebiskopen den del i Indalsån som Nils far hade ägt.
Det andra brevet utfärdades den 16 juli 1324 i Umeå, då Nils Fartegnsson närvarade vid tinget och såsom vittne undertecknade ett donationsbrev rörande ett hemman i Kåddis.
Det tredje brevet är utfärdat den 2 februari 1327, då Nils Fartegnsson ingår som en av de penningstarka parterna i det konsortium som kronan och kyrkan bildat för ett koloniseringsprojekt vid Lule älv: ”Vi Olof av Guds nåde ärkebiskop i Uppsala, Johannes Ingimarsson, kunglig ombudsman över Hälsingland, Nils Farthiegnsson och Peter Ungi kungöra härmed för alla dem det nu och framdeles vederbör, att då området och floderna mellan Skeldepth och Ulu med kunglig myndighet förlänades att bebyggas och uppodlas, erhöllo vi förenämnda hela den flod, som kallas Lule med angränsande områden, kallade till-lider, ävensom dess bifloder, kallade tväråar (...) och hava så delat detta sinsemellan, att vi Olof och våra efterträdare efter oss skola för evärdeliga tider äga av hela det förenämnda området en tredjedel och jag Johannes Ingimarsson och mina arvingar den andra tredjedelen och vi förenämnda Nikolaus och Peter den övriga och sista tredjedelen ...” Parterna kom överens om att dela lika på kostnaderna för att bebygga och odla upp området, liksom på inkomsterna av detta.
Till skillnad från när det gäller Nils Abjörnssons förläning vid Piteälven finns det inga uppgifter om att kolonisationsprojektet vid Luleälven faktiskt ledde till någon inflyttning eller nyodling. Däremot nämns i ett dokument från 1331 att två av de ovannämnda intressenterna, Johan Ingemarsson och ärkebiskop Olof, ägde varsin tredjedel i ett laxfiske i Luleälven, sannolikt det som senare blivit känt som Edefors laxfiske.
Med det fjärde brevet, daterat 1352 utan ort och datum, ger Nils Fartegnsson sin son Johan Nilsson ansvarsfrihet beträffande räkenskaperna för de gods han anförtrott honom söder om Ödmorden (det vida skogsbälte som skiljer Hälsingland från Gästrikland).

## Släkt
Den enda namngivna släkting till Nils Fartegnsson som kan beläggas i de medeltida källorna är ovan nämnde sonen Johan.

### Försök att identifiera Nils far Fartegn
I det ovannämnda brevet 1324 anges att Nils Fartegnssons ej namngivne far ägt en andel i Indalsån. Utifrån Nils patronymikon har man i släktforskarlitteraturen gjort försök att se Nils Fartegnssons far i någon av de tre norrländska Fartegn som nämns åren 1300, 1314 och 1324, varav två anges vara bosatta i Ångermanland. Det har dock inte gått att påvisa någon förbindelse mellan dem och Nils Fartegnsson. 

### Fartegn unge – sannolik son
Mer stöd finns för antagandet att Nils Fartegnsson skulle vara far eller åtminstone en äldre släkting till Fartegn Unge (Fale hin Unge), en man av viss betydelse som nämns som verksam i Medelpad och Hälsingland i fem medeltida brev utfärdade åren 1342–1363. I brevet 1342, då han byter till sig jord i Ångermanland, anges han vara underlagman i Medelpad. Denne Fartegn Unge ligger troligen begravd under en medeltida gravhäll i vapenhuset i dagens Sköns kyrka i Medelpad. Namnet Fale är en dialektal form av Farde och Fartegn. På den ännu bevarade gravhällen finns uthugget samma vapen som återfinns i Nils Fartegnssons sigillavtryck vidhängt breven från 1324 och 1352: en vapensköld innehållande en krökt arm från sinister.
Enligt en gammal tradition upptecknad 1601 av antikvarien Johannes Bureus, berättad för honom av dåvarande kyrkoherden i Sköns kyrka, ska den Fartegn unge som ligger begravd i Sköns kyrka vara en hjälte som i livstiden räddade en kungason från att mördas och sedan hjälpte denne till makten. Johannes Bureus tolkning är att Fartegn unge räddade den blivande kung Erik Knutsson undan att bli dödad vid slaget vid Älgarås år 1205 som sina äldre bröder av Sverkers män. Fartegn unge räddade enligt denna version undan den yngste sonen Erik till sin gård i Birsta, Medelpad, och "bar Erik undan farligheten, varefter han för säkerhets skull förde honom till Norge".

### Obelagda förbindelser till Bureätten
Se även De både rikshjältarna Fale Bure

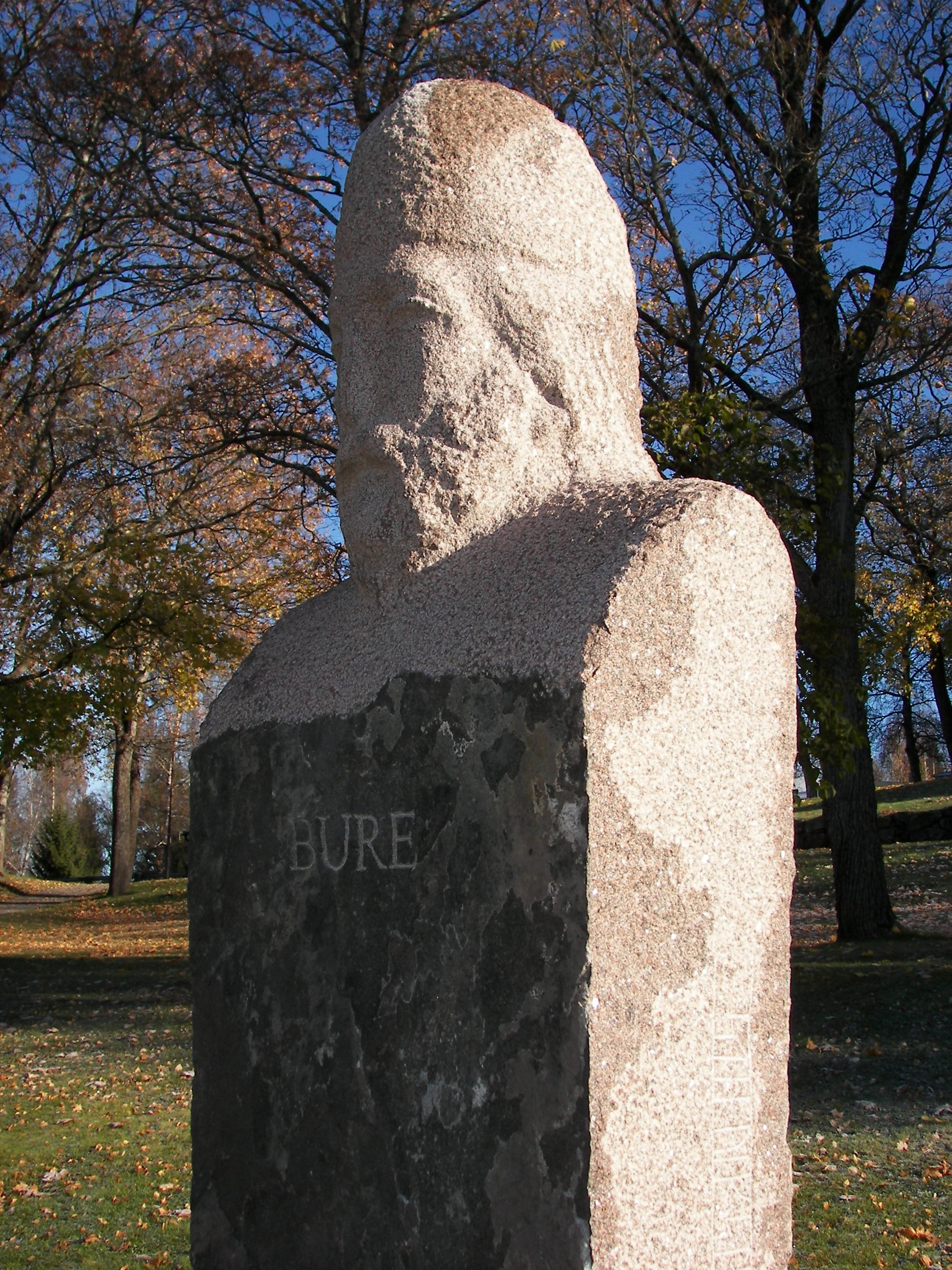

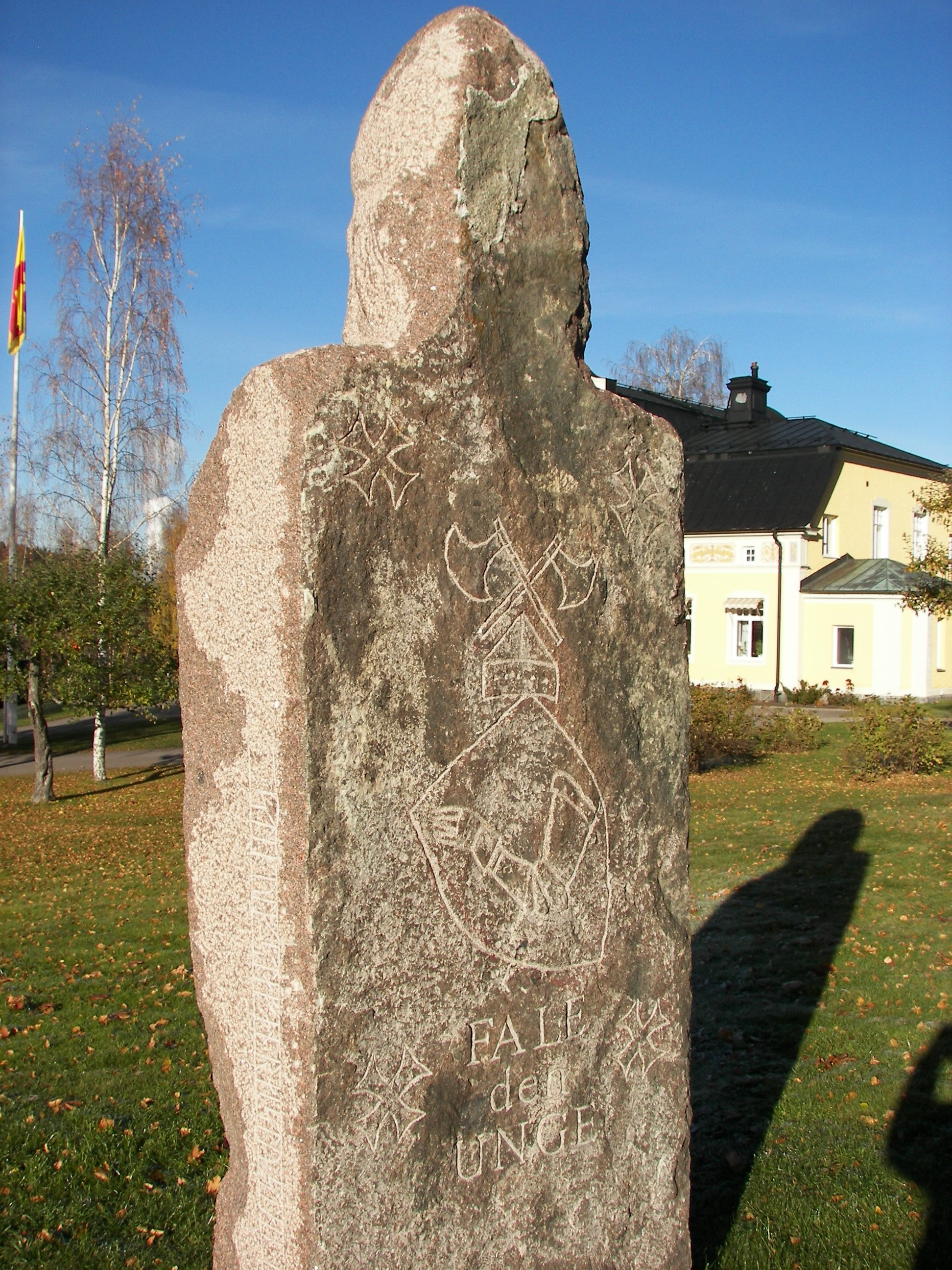
Statyn Fale Bure av Lars Widenfalk restes vid Sköns kyrka 2013 till minne av Fartegn unge.

På ohållbara grunder förde Johannes Bureus in denne Fale som stamfader till sin egen släkt, den så kallade Bureätten. Denna släktsaga förkastades år 1890 av överbibliotekarie Leonard Bygdén som myt och har sedan dess fortsatt att betraktas med skepsis av källkritiska forskare. Sammankopplandet av Fale hin unge med Bureätten har medfört att Nils Fartegnsson än idag finns införlivad i många släkttavlor som en av Bureättens förfäder, ofta med spekulativa kopplingar till annan lågfrälse.

#### DNA-studie
Nils Fartegnssons obelagda förbindelse till Bureätten i kombination med medeltidsbrevens uppgifter om dennes möjliga släktband till Medelpad och flytt till Norrbotten, ligger till grund för ett påstående som framförts i Läkartidningen 1995 av Karl-Henrik Gustavson, professor i klinisk genetik på Akademiska barnsjukhuset i Uppsala, och docent Sten Jagell. Enligt artikeln skulle det finnas en genetiskt belagd koppling mellan Nils Fartegnsson och många nutida bärare av Sjögren-Larssons syndrom (SLS, Västerbottensyndromet). I Sverige förekommer sjukdomen i 42 familjer, varav 37 med släktband till Norrbotten och Västerbotten, främst Skellefteå och Piteå, flera med band till Bureätten. Dessutom kommer några familjer från Sundsvallsregionen. SLS-genen i båda grupperna härrör från samma mutation. 22 personer med SLS i Norr- och Västerbotten har kunnat spåras till fyra anpar födda runt år 1700, som inte har någon gemensam anfader minst tre generationer tillbaka, vilket gör det troligt att anlaget redan då var väl spritt i området, och kan ha införts för 700 år sedan. Nils föräldrar antas i studien vara släkt med de flesta med rötter i östra Medelpad eftersom det gått så lång tid, inklusive SLS-patienter från Sundsvallsregionen, och en av hans föräldrar förmodas därför ha burit på genen. 
Artikeln har kritiserats för att vara baserad på ett statistiskt orimligt resonemang. Det borde ha varit fler än Nils Fartegnsson (om han alls flyttade från Medelpad till Västerbotten) som flyttade mellan orterna under medeltiden, och det är orimligt att tro att en av de få möjliga nybyggarna vi har kunskap om, och som skulle ha många kända avkomlingar (om han nu hade band till Bureätten) också skulle vara den som var bärare av genen. I artikeln redovisas inget källstöd för Nils Fartegnssons band till Bureätten.